# جرذ تيموري
جرذ تيموري (الاسم العلمي: Rattus timorensis) (بالإنجليزية: Timor Forest Rat)‏ هو نوع من الحيوانات يتبع جنس الجرذ من الفصيلة الفأرية.